# Orašac
Orašac ist ein Dorf in der Gemeinde Dubrovačko primorje in der kroatischen Gespanschaft Dubrovnik-Neretva.

## Geographische Lage
Das Dorf befindet sich 15 km nordwestlich von der Stadt Dubrovnik und liegt an der Jadranska Magistrala. Der größere Teil des Dorfs liegt auf dem Berg oberhalb der Straße, der kleinere unterhalb an der Küste. Orašac wird in 2 Teile gegliedert: Orašac und Poljice.

## Geschichte
Der Name des Dorfes leitet sich vom kroatischen Wort orah (dt. "Walnuss") ab und kommt daher, dass bis zum Fall der Republik Ragusa in Orašac Walnussbäume angebaut wurden. Der Name Orašac wurde das erste Mal im Jahr 1040 erwähnt. Damals wurden die Häuser sehr nahe beieinander gebaut, um eine gute Verteidigung gegen fremde Mächte zu gewährleisten. Im Jahr 1399 wird Orašac offiziell Teil der Republik Ragusa. Während des Kroatienkriegs war das Dorf von der Jugoslawischen Volksarmee und den Tschetniks besetzt, welche fast alle Häuser niedergebrannt haben.

## Wirtschaft
Die Einwohner von Orašac beschäftigen sich größtenteils mit dem Tourismus im Sommer, ihrer Haupteinnahmequelle, und mit der Fischerei. Ende der 80er Jahre wurde das Hotel Dubrovački vrtovi sunca erbaut, welches im Kroatienkrieg völlig zerstört und niedergebrannt wurde. Zurzeit wird das Hotel neu gebaut.

## Bevölkerung
In Orašac leben größtenteils Kroaten und der Volkszählung 2001 zufolge leben im Dorf insgesamt 546 Menschen.

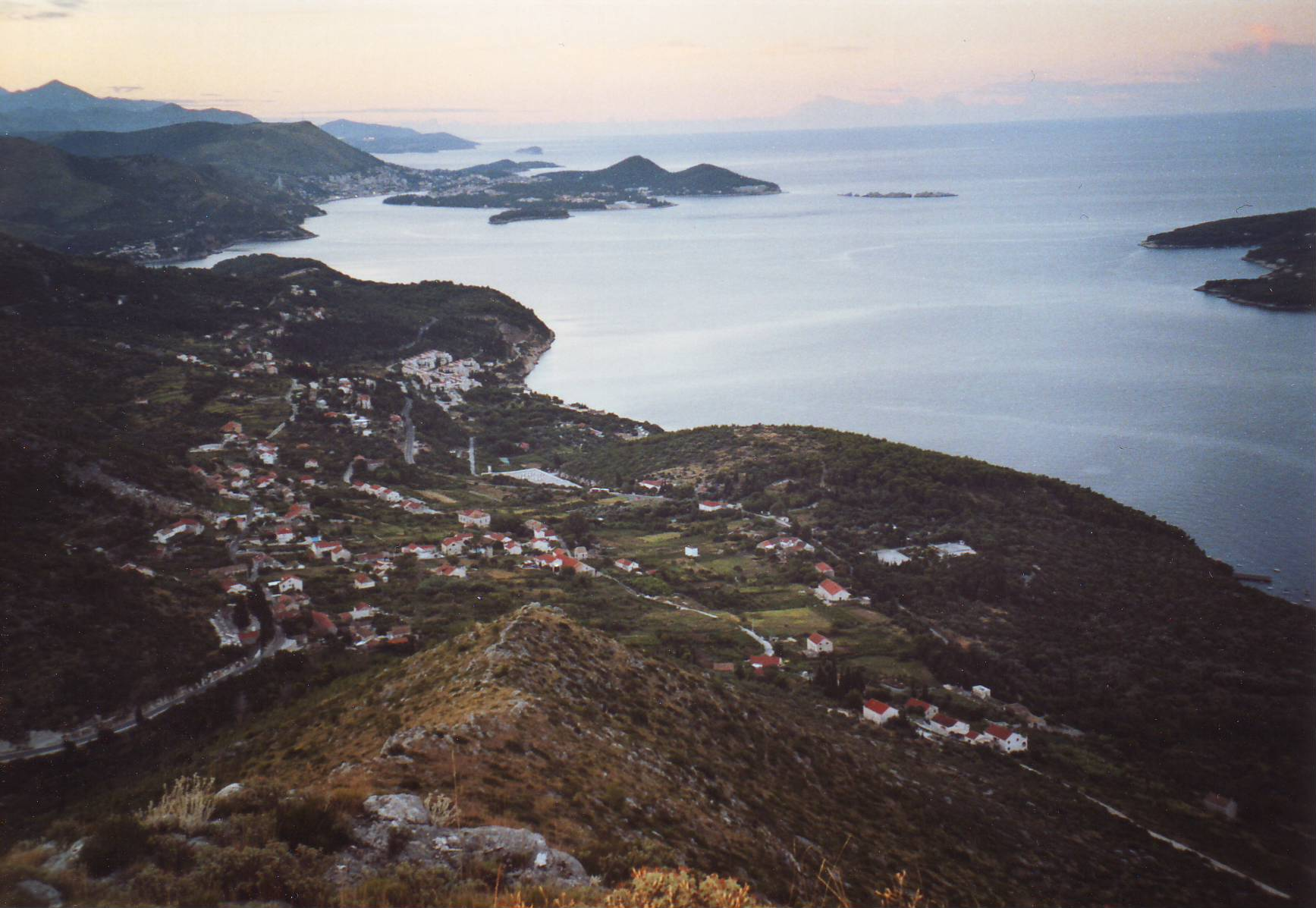
Orašac von der Spitze des Berges dahinter aus gesehen